# Johnrandallia nigrirostris
Johnrandallia nigrirostris  (Gill, 1862) è un pesce d'acqua salata, unico appartenente al genere Johnrandallia, della famiglia Chaetodontidae.

## Etimologia
Il nome scientifico del genere, Johnrandallia, è un omaggio al'ittiologo statunitense John Ernest Randall, ricordato per i suoi studi sulla sistematica dei pesci dell'Indo-Pacifico.

## Descrizione
Raggiunge una lunghezza massima di 20 cm.

## Acquariofilia
J. nigrirostris è commercializzato e allevato in acquario.